# Streich

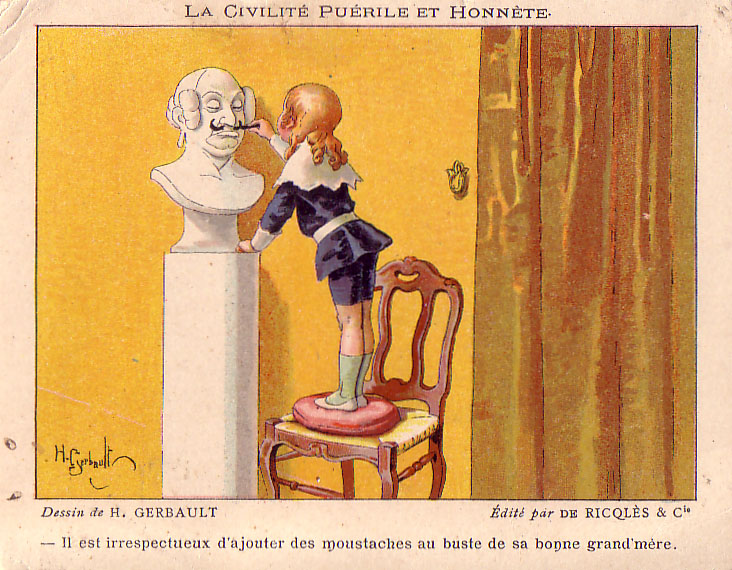
„Es ist respektlos, die Büste seiner lieben Großmutter mit einem Schnurrbart zu versehen.“ (Werbekarte, um 1900)

Der Streich (auch Schabernack, Jokus und Ulk sowie als Anglizismus Prank) ist eine mutwillige, listige oder hinterlistige Handlung gegen andere, die keine schwerwiegenden rechtlichen Folgen hat. Es handelt sich dabei oft um ideenreiche Einfälle, um andere zu ärgern, zu provozieren oder zu erschrecken.

## Etymologie
Das Substantiv Streich bedeutete zunächst – und bis heute – auch „Schlag, Hieb“ (vgl. engl. to strike) und fand seit dem 15. Jahrhundert häufige Verwendung in der Zusammensetzung Backenstreich. Im 17. Jahrhundert gewann es als unerwarteter Schlag oder überraschende Unternehmung an Bedeutung, beispielsweise beim militärischen Handstreich. Die Redewendung „jemandem einen Streich spielen“ stammt aus dem 18. Jahrhundert. 
Jokus leitet sich aus dem Lateinischen iocus ab. Die Herkunft des Wortes Schabernack ist ungeklärt. Ulk kommt ursprünglich durch die Studentensprache aus dem Niederdeutschen und bedeutete „Lärm, Unruhe, Händel“. 

## Besondere Streiche

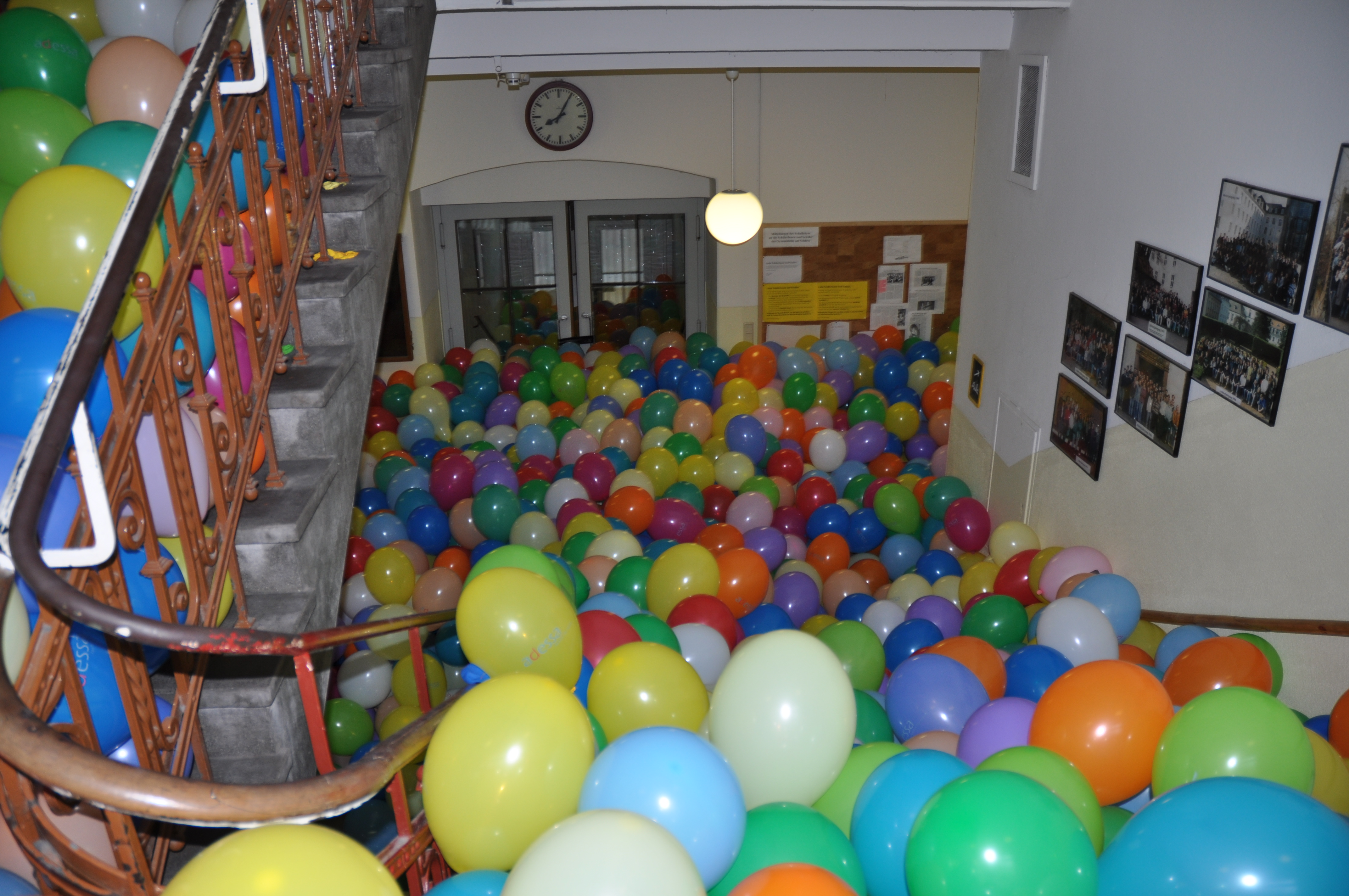
Abistreich im Saarbrücker Gymnasium am Schloss

Streiche im Sinne eines Schabernacks sind die Schildbürgerstreiche sowie die Schwabenstreiche. Klingelstreiche und Telefonstreiche sind besonders bei Kindern beliebt, außerdem Lausbuben- und Schulstreiche.

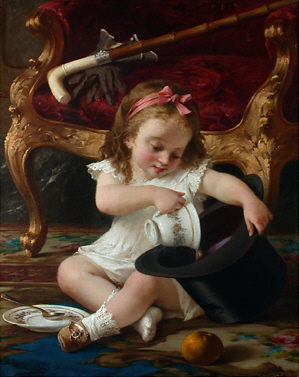
Kinderstreich (Luigi Crosio)

Schulstreiche sind Streiche, bei denen Lehrer von Schülern im Unterricht geärgert, erschreckt oder provoziert werden. Sie fallen unter die weit größere Menge der mutwilligen Unterrichts-Störungen durch Schüler. Kreative Schulstreiche werden von Lehrern oft mit Humor genommen und von aggressivem oder hyperaktivem Störverhalten unterschieden. Die Grenze ist fließend. An Gymnasien haben darüber hinaus oft Abistreiche Tradition. Es handelt sich meist um größere Aktionen auf dem Schulgelände, meist jenseits des Unterrichts im Klassenraum.

## Streiche in Literatur und Film
In Literatur und Film wurden Lausbuben- und Schülerstreiche beispielsweise in Wilhelm Buschs Max und Moritz, Ludwig Thomas Lausbubengeschichten sowie im Roman und Film Die Feuerzangenbowle verarbeitet. 

## Rechtliche Aspekte
Rechtlich kann ein Streich unter anderem Schadenersatzforderungen oder eine Anzeige wegen Beleidigung, Belästigung der Allgemeinheit nach sich ziehen. 